# 内藤浩樹
内藤 浩樹（ないとう ひろき）は、日本の知的財産学者・技術経営学者。弁理士・工学博士（大阪府立大学）。大阪工業大学知的財産専門職大学院教授。元日本知的財産協会副理事長。関西特許情報センター振興会元常務理事。元パナソニックIPRオペレーションカンパニー知財開発センター所長。三好内外国特許事務所フェロー。宇宙航空研究開発機構(JAXA)研究戦略部参与。大阪発明協会交流会コーディネータ。
専門は、技術経営(MOT)/技術マネジメント・知的財産(IP)マネジメント、国際知的財産戦略・知財経営情報、イノベーションマネジメント（特に宇宙ビジネス・IoT）。

## 略歴
1986年大阪府立大学（現：大阪公立大学）大学院工学研究科電子工学修士課程修了、のちに工学博士（大阪府立大学）。松下電子工業(株)電子総合研究所にて、半導体デバイス研究から事業化・特許申請までの一連の業務に従事。1995年松下電器産業（現：パナソニック）本社知的財産部門に異動。1997年弁理士登録。欧州特許庁(EPO)での国際研修を経験し、1998年より同社出願代理人。その後、パナソニックIPRオペレーションカンパニー知財開発センター所長、パナソニックIPマネジメント(株)カウンセルなどを経て、2015年より、大阪工業大学知的財産専門職大学院教授。宇宙航空研究開発機構(JAXA)研究戦略部参与および三好内外国特許事務所フェローも務める。
大阪工業大学・京都大学宇宙総合学研究ユニット共催で、NASA(アメリカ航空宇宙局)公式プログラム"Incubator Innovation Program"として開催された「NASA Space Apps Challenge Osaka 2019」（主催：Space Apps Osaka事務局）に参加協力している。
主な所属学会は、日本知財学会、日本知的財産協会、日本弁理士会など。

## 主な著書
- 企業活動における知的財産（共著、大阪大学出版会2006、学術書）
- オンライン時代の展示会とECの落とし穴（共著、経済産業省近畿経済産業局2023、学術書）

知的財産学・技術経営(MOT)の対外啓蒙活動として、世界知的所有権機関(WIPO)日本事務所主催「IP Advantageデータベースを用いた知財活用事例ワークショップ」2018の講師、特許庁主催「グローバル知財戦略フォーラム2019」（テーマ：グローバルな中小企業の海外への事業展開）でモデレータを務めている。また、経済産業省近畿経済産業局主催「近畿知財塾」2015（テーマ：TPP発足後の事業戦略・知財戦略について）、2017（テーマ：グローバル展開を見据えた事業戦略・知財戦略）の講師を務めている。イノベーション関連では、IEEE関西支部第113回技術講演会2021（テーマ：広がる宇宙ビジネスの現状と知財の課題）および大阪大学産業科学研究所主催「知的財産研究分野講演会」2018（テーマ：IoT時代における知的財産の活用戦略）でゲストスピーカーを務めている。